# Megacepon sesarmae
Megacepon sesarmae là một loài chân đều trong họ Bopyridae. Loài này được Pearse miêu tả khoa học năm 1930.